# Distrikt Agallpampa
Der Distrikt Agallpampa liegt in der Provinz Otuzco in der Region La Libertad in West-Peru. Der Distrikt wurde am 10. September 1941 gegründet. Er hat eine Fläche von 258,56 km². Beim Zensus 2017 wurden 9252 Einwohner gezählt. Im Jahr 1993 lag die Einwohnerzahl bei 9656, im Jahr 2007 bei 9802. Verwaltungssitz des Distriktes ist die 3117 m hoch gelegene Ortschaft Agallpampa mit 506 Einwohnern (Stand 2017). Agallpampa liegt 9 km südlich der Provinzhauptstadt Otuzco.

## Geographische Lage
Der Distrikt Agallpampa liegt in der peruanischen Westkordillere im zentralen Süden der Provinz Otuzco. Der Río Moche durchquert den Distrikt in nordwestlicher Richtung und wendet sich anschließend entlang der nördlichen Distriktgrenze nach Südwesten.
Der Distrikt Agallpampa grenzt im Südwesten an die Distrikte Mache und Salpo, im Westen an den Distrikt Otuzco, im Nordosten an den Distrikt Usquil, im Südosten an den Distrikt Quiruvilca (Provinz Santiago de Chuco) sowie im zentralen Süden an den Distrikt Julcán (Provinz Julcán).

## Ortschaften
Im Distrikt Agallpampa gibt es neben dem Hauptort Agallpampa folgende größere Ortschaften (Caseríos):
- Carata (318 Einwohner)
- Chota
- Chual
- Huananmarca
- José Balta
- La Florida
- La Morada Tres Rios (683 Einwohner)
- Mariscal Castilla
- Mayday (317 Einwohner)
- Motil (343 Einwohner)
- Puente Balta
- Sangalpampa Alta (277 Einwohner)
- San Vicente la Union (657 Einwohner)
- Siguibal
- Yamobamba (252 Einwohner)